# 揚·圖馬肯
揚·圖馬肯（希伯來語：‎，1989年7月22日—）是一名男演員。他最著名的作品包括電影《聖獄：耶路撒冷》中飾演飾凱文·瑞德的角色。